# Лионел Скалони
Лионел Себастијан Скалони (шп. Lionel Sebastián Scaloni; 16. мај 1978) бивши је аргентински фудбалер и тренутни тренер репрезентације Аргентине. Играо је на позицији десног бека и десног везног.

## Клупска каријера
У Аргентини је играо за клубове Њуелс олд бојс и Естудијантес, а 1998. године отишао је у Депортиво где је играо осам сезона и забележио 200 лигашких наступа. Дана 31. јануара 2006. године потписао је за Вест Хем јунајтед где је био на позајмици до краја сезоне. До краја каријере је мање-више успешно наступао за Расинг Сантандер, Лацио, Мајорку и Аталанту.

## Репрезентативна каријера
За репрезентацију Аргентине наступао је седам пута. Био је у саставу тима на Светском првенству 2006.

## Статистика каријере

### Репрезентативна
| Аргентина | Аргентина | Аргентина |
| Година    | Утакмице  | Голови    |
| --------- | --------- | --------- |
| 2003      | 1         | 0         |
| 2004      | 1         | 0         |
| 2005      | 3         | 0         |
| 2006      | 2         | 0         |
| Укупно    | 7         | 0         |

## Успеси

### Као играч

#### Клупски
Депортиво
- Прва лига Шпаније: 1999/00.
- Куп Шпаније: 2001/02.
- Суперкуп Шпаније: 2002.

Вест Хем
- ФА куп: финалиста 2005/06.

#### Репрезентативни
Аргентина до 20
- Светско првенство до 20 година: 1997.

### Као тренер

#### Репрезентативни
Аргентина
- Светско првенство: 2022.
- Копа Америка: 2021,  2024.
- Куп шампиона КОНМЕБОЛ—УЕФА: 2022.